# Gary A. Stevens
Gary Andrew Stevens (født 30. marts 1962) er en engelsk tidligere fodboldspiller, der spillede i The Football League for Brighton & Hove Albion, Tottenham Hotspur og Portsmouth. Han spillede i hans karriere 7 kampe for England. Han deltog desuden ved VM i fodbold 1986 i Mexico.